# تاريبو وست
تاريبو ويست (من مواليد 26 مارس 1974) هو لاعب كرة قدم سابق وقسيس نيجيري كان يلعب في مركز الدفاع. بعد فوزه بالعديد من الألقاب الكبرى مع أوكسير في فرنسا، واصل ويست اللعب مع أندية ميلانو وإنتر ميلان وإيه سي ميلان. كما لعب في دوريات الدرجة الأعلى في إنجلترا وألمانيا.
على المستوى الدولي، خاض ويست 42 مباراة دولية مع منتخب نيجيريا بين 1994 و 2005 وشارك في نسختين من كأس العالم ونسختين من كأس الأمم الأفريقية. كما مثل بلاده في أولمبياد 1996، وفاز بميدالية ذهبية.

## الأندية

### البدايات
بعد تجارب ناجحة في أوائل عام 1993، انضم ويست إلى فريق أوكسير الفرنسي بقيادة المدرب غاي رو. كان ويست على مقاعد البدلاء خلال تعادل 2-2 في كأس الاتحاد الأوروبي ضد تينيريفي في 15 سبتمبر 1993، لكنه لم يلعب. لعب ويست أول مباراة تنافسية له مع النادي في تعادل 0-0 خارج أرضه في تولوز في 5 مارس 1994. ثم أصبح لاعبًا أساسيًا في الموسم التالي، حيث شارك في 31 مباراة في جميع المنافسات. في موسم 1995-96، ساعد ويست النادي في الفوز بأول لقب دوري له في تاريخ النادي، جنبًا إلى جنب مع لاعبين مثل لوران بلان وصبري لاموتشي. كما فازوا بالكأس الوطنية. بعد ذلك شارك ويست في سبع مباريات في دوري أبطال أوروبا 1996-97، حيث تم إقصاء النادي في ربع النهائي من قبل بوروسيا دورتموند الذي فاز لاحقًا بالبطولة.

### انتر ميلان وايه سي ميلان
في يونيو 1997، تم نقل ويست إلى نادي إنتر ميلان الإيطالي، في صفقة مدتها أربع سنوات. ظهر في أول مباراة تنافسية مع النادي في فوز 1–0 بكأس إيطاليا على فوجيا في 3 سبتمبر 1997. بعد ذلك، سجل ويست هدفه الأول لإنتر في فوز 2-1 بالدوري الإيطالي ضد أتالانتا في 9 نوفمبر 1997. كما سجل هدف الفوز في الوقت الإضافي ضد شالكه 04 في ربع نهائي كأس الاتحاد الأوروبي 1997-98. في النهاية، فاز إنتر بالبطولة بقيادة رونالدو وإيفان زامورانو، مع طرد ويست في المباراة النهائية ضد لاتسيو. في الموسم التالي، قدم ويست 21 مباراة في الدوري، حيث غاب النادي عن مسابقات الاتحاد الأوروبي. فشل ويست في الظهور في موسم 1999-2000، حيث كان بديلاً لم يلعب ثلاث مرات.
في نافذة الانتقالات الشتوية لعام 2000، تحول ويست إلى منافس إنتر ميلان إيه سي ميلان. ظهر لأول مرة مع النادي في 24 مارس 2000، حيث جاء كبديل في الوقت المحتسب بدل الضائع لأندريه شيفتشينكو في فوز 2-0 على يوفنتوس. في 14 مايو 2000، تمكن ويست من تسجيل هدفه الوحيد لميلان في الفوز 4-0 على أودينيزي.

### إنجلترا وألمانيا
في نوفمبر 2000، انتقل ويست إلى نادي ديربي كاونتي الإنجليزي، على سبيل الإعارة الأولية لمدة ثلاثة أشهر. ظهر لأول مرة مع الفريق في 18 نوفمبر 2000 حيث لعب 90 دقيقة كاملة في فوز 2-0 على ملعب برادفورد سيتي والذي كان أول فوز للفريق في الدوري هذا الموسم.  في يناير 2001، وقع ويست على تمديد للبقاء مع ديربي كاونتي حتى نهاية موسم 2000-01 . ساعد الفريق على تجنب الهبوط، حيث شارك في 18 مباراة، حصل الفريق على 31 من إجمالي 42 نقطة مع وجود ويست في التشكيلة. في مايو 2001، ترك ويست النادي في النهاية بسبب "التزاماته الدولية".
في نوفمبر 2001، انضم ويست إلى النادي الألماني كايزرسلاوترن عبر انتقال مجاني. ظهر لأول مرة مع الفريق في فوز 5-1 في الدوري على ملعبه على سانت باولي في 17 نوفمبر 2001، حيث بدأ المباراة وحصل على بطاقة صفراء قبل أن يتم استبداله في الدقيقة 81. في أبريل 2002، أنهى النادي عقده مع ويست بسبب "الخلاف التام". لعب ما مجموعه 10 مباريات في الدوري في موسم 2001-02 .
في أغسطس 2002، تدرب ويست مع فريق مانشستر سيتي الإنجليزي لمدة 10 أيام. فشل في النهاية في الحصول على عقد مع الندي وعُزي ذلك إلى نقص لياقته.

### بارتيزان
في 24 يناير 2003، أُعلن أن ويست سينضم إلى نادي بارتيزان الصربي. وصل بلغراد لإجراء المفاوضات النهائية مع النادي بعد خمسة أيام. في 30 يناير 2003، وقع عقدًا لمدة 18 شهرًا مع بارتيزان. ظهر لأول مرة رسميًا مع النادي في 1 مارس 2003، حيث لعب 90 دقيقة كاملة في فوز 4-2 على أرضه في الدوري أمام رادنيكي أوبرينوفاتش ‏. سجل ويست هدفه الأول لبارتيزان في الفوز 4-0 على أرضه في الدوري أمام فويفودينا في 7 مايو 2003. تحت قيادة لوثار ماتيوس، فاز النادي للمرة الأولى بدوري صربيا والجبل الأسود 2002–03. بعد ذلك، كان ويست واحدًا من أكثر اللاعبين تأثيرًا في مساعدة بارتيزان في الوصول إلى مرحلة المجموعات من دوري أبطال أوروبا 2003-2004، حيث أقصى نيوكاسل يونايتد بركلات الترجيح في الجولة الثالثة من التصفيات. تمكن من التسجيل في ثلاث مباريات في المجموعة السادسة، على الرغم من غيابه عن العديد من المباريات في النصف الأول من موسم 2003-2004 بسبب الإصابات. في فبراير 2004، غادر ويست النادي بالتراضي.

### السنوات الأخيرة
في أغسطس 2004، وقع ويست عقدًا لمدة عام واحد مع النادي العربي القطري. سجل هدفه الوحيد للفريق في التعادل 1-1 في الدوري على ملعب الوكرة في 4 نوفمبر 2004. عاد ويست بعد ذلك إلى إنجلترا، وأبرم صفقة لمدة عام واحد مع بليموث أرجايل في يوليو 2005. ظهر لأول مرة مع النادي في 27 أغسطس 2005، حيث حصل على بطاقة صفراء في خسارة 0-1 أمام هال سيتي. ظهر ويست في خمس مباريات فقط لبليموث، قبل إنهاء عقده في أكتوبر 2005.
في يناير 2007، كان ويست على وشك التوقيع مع نادي رييكا الكرواتي، لكنه فشل في الفحص الطبي. انتقل في النهاية إلى إيران ووقع عقدًا لمدة عام واحد مع نادي بيكان في أغسطس 2007. فشل ويست في البدء مع النادي، حيث تم إنهاء عقده بالتراضي بعد ثلاثة أشهر فقط.
في فبراير 2008، زعم ويست أنه سينضم إلى فريق الدوري الإسباني الدرجة الثانية خيريث لكن رئيس النادي نفى أي علم بوصول اللاعب.

## المنتخب الوطني
كان ويست ضمن تشكيلة منتخب نيجيريا تحت 20 سنة في بطولة أفريقيا للشباب 1993. ثم شارك في 42 مباراة دولية مع منتخب نيجيريا، حيث ظهر لأول مرة في خسارة 1-3 أمام السويد في 5 مايو 1994. كان ويست أيضًا ضمن الفريق الأولمبي الذي فاز بالميدالية الذهبية في دورة الألعاب الأولمبية الصيفية لعام 1996. بعد ذلك بعامين، تم اختيار ويست في قائمة الفريق المكونة من 22 لاعباً لكأس العالم 1998، إلى جانب جاي جاي أوكوشا ونوانكو كانو وآخرين. وصلوا إلى المرحلة الثانية من البطولة، بعد إقصائهم من قبل الدنمارك في دور الـ 1.
في كأس الأمم الأفريقية 2000، لعب ويست 90 دقيقة كاملة في جميع مباريات نيجيريا في البطولة، ووصل إلى مركز الوصيف. كما مثل منتخب بلاده في كأس الأمم الأفريقية 2002، وحلّ فيه الفريق في المركز الثالث. بالإضافة إلى ذلك، كان ويست ضمن تشكيلة كأس العالم 2002. وشارك مرتين في كأس العالم 2002، حيث احتلت نيجيريا المركز الأخير في ترتيب المجموعة (بعد السويد وإنجلترا والأرجنتين). بعد البطولة، ألقى مدرب نيجيريا فيستوس أونيغبيندي باللوم على ويست لفشل الفريق، مشيرًا إلى أن اللاعب "انتهك" تعليماته.
في يناير 2004، تعرض ويست لإصابة خلال جلسة تدريب الفريق التي أبعدته عن كأس الأمم الأفريقية. عاد إلى المنتخب الوطني في 17 أغسطس 2005، وكان آخر ظهور له في مباراة ودية ضد ليبيا.

## روابط خارجية
- تاريبو وست على موقع الاتحاد الدولي (مؤرشف)  (الإنجليزية)
- تاريبو وست على موقع قاعدة بيانات كرة القدم.إي يو (الإنجليزية)
- تاريبو وست على موقع بيانات كرة القدم. دي إي (الألمانية)
- تاريبو وست على موقع ليكيب (الفرنسية)
- تاريبو وست على موقع ناشيونال فوتبول تيمز (الإنجليزية)
- تاريبو وست على موقع Soccerbase.com (لاعب) (الإنجليزية)
- تاريبو وست على موقع عالم كرة القدم.نت (الإنجليزية)
- تاريبو وست على موقع أوليمبيديا (الإنجليزية)